# Bei Bei
Bei Bei (chiń. 荷蓓蓓, Hé Bèibèi; ur. 1984 w Chengdu) – chińska kompozytorka i multiinstrumentalistka grająca głównie na guzheng. Absolwentka Uniwersytetu Minzu w Pekinie oraz Hong Kong Academy for Performing Arts w Hongkongu, gdzie pobierała nauki u Sha Lijing, Hai Mulan, Teng Chunjiang oraz  Xu Lingzi.
Bei Bei jako muzyk sesyjny współpracowała z amerykańską stacją telewizyjną Sci-fi Channel podczas nagrań ścieżki dźwiękowej do serialu Battlestar Galactica. W 2006 roku nakładem StandBy Productions ukazał się debiutancki album instrumentalistki zatytułowany Quiet Your Mind And Listen. W 2008 roku we współpracy z Richardem Horowtizem nagrała album pt. Heart of China. W 2009 roku podjęła współpracę z brytyjskim multiinstrumentalistą Shawnem Lee, z którym nagrała płytę Beauty & The Beats. Rok później Bei Bei i Lee nagrali drugi album zatytułowany Into the Wind.
Bei Bei w Orange County w Kalifornii w Stanach Zjednoczonych prowadzi Lotus Bud Gu Zheng Studio, gdzie naucza gry na guzheng.

## Publikacje
- Bei Bei - Gu Zheng Sessions Vol.1 - a Beginner’s Guide to Playing the Chinese Zither

## Nagrody i wyróżnienia
Opracowano na podstawie materiału źródłowego.
- Laureatka National Chinese Instruments Competition (1993)
- Laureatka College Students Art Festival in Beijing (1999)
- Laureatka Dragon Cup International Gu Zheng Competition (2001)

## Dyskografia
Opracowano na podstawie materiału źródłowego.
- Bei Bei - Quiet Your Mind And Listen (2006, StandBy Productions)
- Bei Bei & Richard Horowtiz - Heart of China (2008, Killer Tracks)
- Bei Bei - Under the White Wind (singel, 2009, Standby Productions)
- Bei Bei & Shawn Lee - Beauty & The Beats (2009, Ubiquity)
- Bei Bei & Shawn Lee - Into the Wind (2010, Ubiquity)